# أرسينوكولين
أرسينوكولين هو مركب زرنيخ عضوي صيغته +C5H14AsO، وهو مشابه بنيوي لمركب الكولين، حيث تحل ذرة زرنيخ محل ذرة نتروجين.
يعثر على الأرسينوكولين في زيوت الأحياء البحرية.

## التحليل الكيميائي
يمكن الكشف عن مركب الأرسينوكولين باستخدام تقنيات تحليلية مثل المزاوجة بين الاستشراب السائل رفيع الإنجاز ومطيافية الكتلة.